# 菲利普·布勒
菲利普·布勒（德語：Philipp Bouhler，德語發音：[ˈbuːlɐ]；1899年9月11日—1945年5月19日）是一位納粹德國政治人物，同時是納粹黨全國領導與元首個人事務辦公廳主任。具黨衛隊上級集團領袖銜，並負責納粹安樂死計划「T4行動」，共計殺害於德國境內超過七萬名身心障礙的成人與兒童。布勒在1945年5月被美軍逮捕，在不久后於奧地利自殺。

## 生平
布勒生於慕尼黑，參與皇家巴伐利亞少年團約五年並參加了第一次世界大戰，並受重傷。1919年至1920年期間，他攻讀哲學。在1921年捐獻成立了納粹黨報「人民觀察者」的出版社。

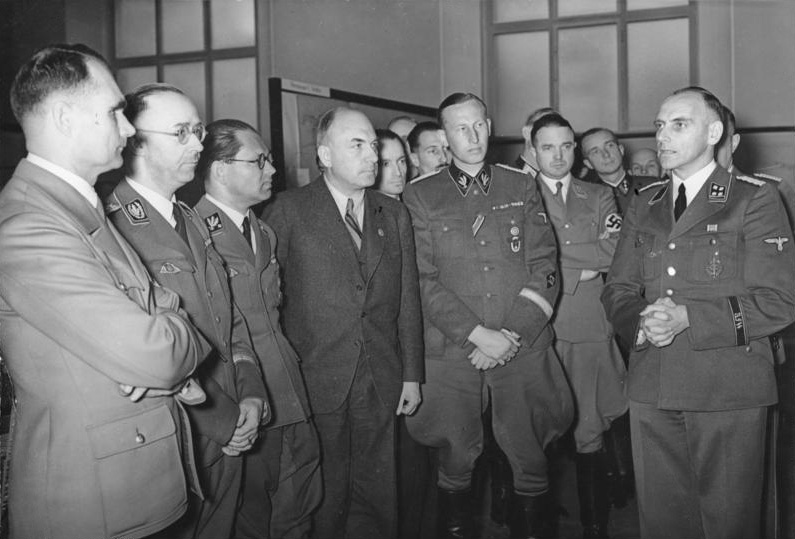
赫斯、 希姆萊、 布勒、 托特、海德里希 與Erich Ehrlinger

1922年秋天，他已成為納粹黨的副經理。在啤酒館政變失敗之後，1925年納粹黨的重建，他成為了納粹黨的秘書長。1933年，希特勒成為總理，他則成為黨的全國級領袖和代表西伐利亞的國會議員。
1934年，布勒成為慕尼黑的警察總監，在一個月之後被任命為元首個人事務辦公廳主任。這個職務負責處理準備機密命令及內部事務，之後再呈給希特勒。布勒同是也納粹黨的保護國家社會主義文學檢查委員會的主席，一個決定文學作品是否符合納粹社會的監控機關。布勒負責希特勒的私人信件及回應公眾的來信。
布勒的戰爭罪刑，如他主導的納粹早期安樂死行動，對精神病患及身障人士殺害。 試驗了各種安樂死的方法，首次試驗是在上奧地利的Schloss Hartheim，這項安樂死行動，在日後被用在對付猶太人等其他人群。
1942年，布勒出版「拿破崙－流星般的驕子」（Napoleon – Kometenpfad eines Genies），深受希特勒的喜愛，在1938年也出版過「為德國奮鬥」的納粹書籍。
布勒在1945年5月被美軍逮捕，在不久后於奧地利自殺。

## 外部連結
- Adolf Hitler: A Short Sketch of His Life by Bouhler